# KamAZ-65802
Der KamAZ-65802 (russisch КамАЗ-65802) ist ein Lastwagen aus der Produktion des KAMAZ-Werks in Nabereschnyje Tschelny. Der schwere dreiachsige Kipper ist mit Allradantrieb ausgestattet und basiert technisch auf dem ebenfalls seit 2016 gebauten Modell KamAZ-6580. Aufgrund einer damaligen Zusammenarbeit (2008–2022) von Daimler und KAMAZ sind die Fahrerhäuser des Lastwagens nahezu baugleich mit denen des Mercedes-Benz Axor.

## Fahrzeugbeschreibung

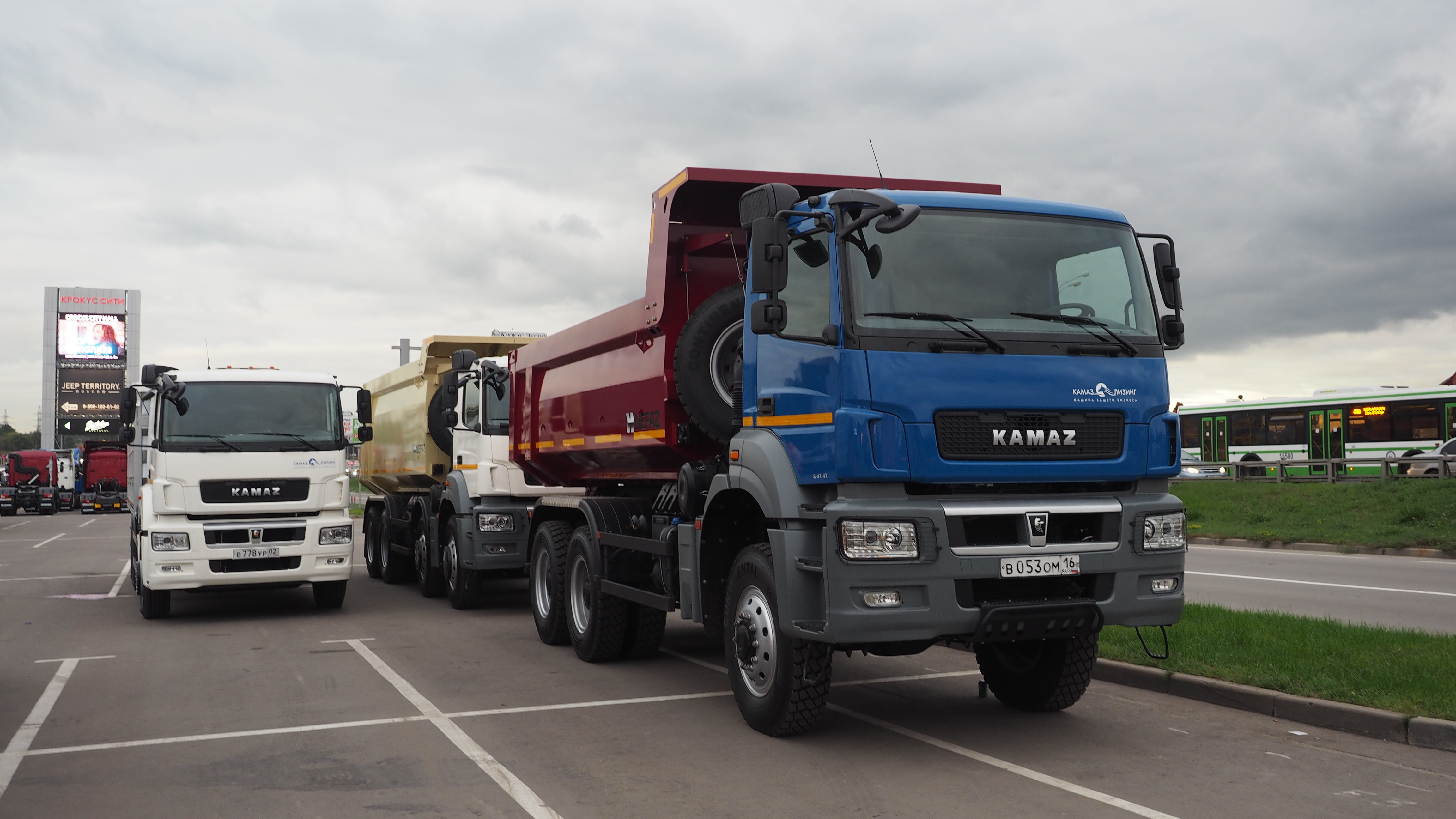
Das gleiche Fahrzeug zusammen mit einem KamAZ-65207 (links) und einem KamAZ-65801 (2015)

Erste Prototypen einer neuen Lkw-Generation von KAMAZ wurden bereits 2015 auf russischen Ausstellungen gezeigt. Seit 2016 läuft die Serienproduktion der Kipper KamAZ-6580 (Dreiachser, 6×4), KamAZ-65801 (Vierachser, 8×4), KamAZ-65802 (Dreiachser, 6×6) sowie der Sattelzugmaschine KamAZ-65806 (6×4).
Der Lastwagen ist mit Allradantrieb ausgestattet. Das technisch mögliche Gesamtgewicht liegt mit 41 Tonnen deutlich über dem, was für dreiachsige Lastwagen im europäischen Raum im Straßenverkehr zulässig wäre. So können mit dem Fahrzeug aber abseits des öffentlichen Straßenverkehrs knapp 25 Tonnen Material transportiert werden.
Im KamAZ-65802 werden diverse Zulieferteile von internationalen Herstellern verbaut. Der Reihensechszylinder-Dieselmotor mit 11,8 Litern Hubraum wird von Cummins Engine produziert und leistet  308 kW (419 PS). Das handgeschaltete Getriebe mit sechzehn Gängen wird vom deutschen Unternehmen ZF Friedrichshafen gebaut. Die Kabine wird bei KAMAZ selbst gefertigt, ist aber ein Lizenzprodukt der Daimler AG und wurde ursprünglich für den Mercedes-Benz Axor entwickelt.
Der KamAZ-6580 ist zusammen mit den Fahrzeugen seiner Generation seit 2016 der erste Lastwagen des Herstellers, der die Abgasnorm EURO 5 erfüllt.

## Technische Daten
Die hier aufgeführten Daten gelten für den KamAZ-65802, wie er vom Hersteller Mitte 2017 gefertigt wurde. Aufgrund von Änderungen oder neuen Modellvarianten können die Daten über die Bauzeit hinweg leicht schwanken.
- Motor: Viertakt-R6-Dieselmotor mit Turbolader
- Motortyp: Cummins ISG12E5
- Leistung: 419 PS (308 kW) bei 1400–1800 min−1
- Hubraum: 11,8 l
- maximales Drehmoment: 2093 Nm bei 1000–1400 min−1
- Abgasnorm: EURO 5
- Getriebe: manuelles Sechzehngang-Schaltgetriebe
- Getriebetyp: ZF 16S2220 ТО
- Höchstgeschwindigkeit: 75 km/h
- Tankinhalt: 350 l
- Bordspannung: 24 V
- Batterie: 2×12 V mit je 210 Ah, in Reihe verschaltet
- Antriebsformel: 6×6

Abmessungen und Gewichte
- Länge: 8180 mm
- Breite: 2550 mm
- Höhe: 3650 mm
- Radstand: 3810 + 1440 mm
- Länge der Kippmulde (innen, am Boden gemessen): 4596 mm
- Höhe der Bordwände: 1350 mm
- Ladevolumen: 15 m³
- maximaler Kippwinkel: 50°
- maximal befahrbare Steigung: 30 %
- Wendekreis: 23,2 m
- Leergewicht: 16.200 kg
- Zuladung: 24.800 kg*
- zulässiges Gesamtgewicht: 41.000 kg*
- Achslast vorne: 9000 kg
- Achslast hinten (Doppelachse): 32.000 kg*

* Es handelt sich bei den 41 t um das technisch zulässige Gesamtgewicht des Fahrzeugs, das nach Herstellervorgaben zum Beispiel im nichtöffentlichen Baustellenverkehr erreicht werden darf. Davon unabhängig können im öffentlichen Straßenverkehr des jeweiligen Einsatzlandes Beschränkungen bestehen. So dürfen beispielsweise in Deutschland Fahrzeuge mit drei Achsen nach Bauart des KamAZ-6580 ein Gesamtgewicht von 26 Tonnen nicht überschreiten. Entsprechend würde im deutschen Straßenverkehr die zulässige Zuladung nicht 24,8 t, sondern nur maximal 9,8 t betragen (16,2 t Leergewicht + 9,8 t Zuladung = 26 t Gesamtgewicht).